# ديب هوفمان
ديب هوفمان (بالإنجليزية: Deb Hoffmann)‏ هي جامعة (مقتنيات) ‏ أمريكية، ولدت في 27 مارس 1965 في ميلواكي في الولايات المتحدة.

## وصلات خارجية
- الموقع الرسمي